# 高可用性集群
高可用性集群（英語：High-availability clusters，也称为HA集群、故障转移集群）是以最短的中断时间为目标而可靠地运作的，支撑服务器应用的一组计算机。它们通过使用高可用性软件来管理集群中的冗餘计算机，当系统组件出现故障时，这些计算机可以继续提供服务。在没有集群的情况下，如果运行特定应用的服务器崩溃，那么在崩溃的服务器得到修复之前，应用将不可用。HA集群通过检测硬件/软件故障，并立即在另一个系统上重新启动应用程序来补救这种情况，而不需要进行人工干预，这个过程称为故障转移。作为这个过程的一部分，集群软件可能会在启动节点上的应用之前对节点进行配置。例如，可能需要导入和挂载适当的文件系统，可能需要配置网络硬件，还可能需要运行一些支撑应用。
HA集群通常用于关键数据库、网络上的文件共享、业务应用和客户服务（如电子商务網站）。
HA集群实现试图在集群中建立冗余以消除单点故障，包括连接多个网络，以及通过存储区域网络冗余连接一些数据存储。
HA集群通常使用心跳专用网络连接，用于监视集群中每个节点的健康状况和状态。所有集群软件必须能够处理的一个不明显但严重的情况是脑裂问题，这种情况发生在所有专用链路同时中断，但集群节点仍在运行时。如果发生这种情况，集群中的每个节点都可能会错误地判断其他节点已经停机，并尝试启动其他节点仍在运行的服务。重复服务实例可能会导致共享存储上的数据损坏。
HA集群通常也使用仲裁见证存储（本地或云）来避免这种情况。见证设备无法在裂开后的集群的两半之间共享，因此，在所有集群成员都无法相互通信（如心跳失败）的情况下，如果某个成员无法访问见证，该设备将无法激活。
1. ↑  van Vugt, Sander (2014), Pro Linux High Availability Clustering, p.3, Apress, ISBN 978-1484200803